# 二次打击
二次打击是核战略术语，也称为核报复。指核战力在遭敌方首轮核袭击后，还能存活下来并予以核回击。从核威慑角度看，二次打击能力愈强，两国发生核战的几率也愈小，反而能达成更为稳定的核均衡关系。 由于陆基弹道导弹的生存能力较低，弹道导弹潜艇被视作二次打击的最有效手段。

## 历史
历史上的二次核打击包括有 战略轰炸机，如在美苏都对核轰炸机群布置了“预警即发射”措施，如B-47 ，到今天轰炸机仍有核报复的任务，如图-22M，图-160，B-52，B-1，B-2等。但是到了现代，轰炸机的生存力堪忧，潜艇被认为是几乎唯一可靠的二次打击载具。